# جاك شابمان
جاك شابمان (بالإنجليزية: Jack Chapman)‏ (29 أبريل 1895 في المملكة المتحدة - ) هو لاعب كرة قدم بريطاني (وحمل سابقاً جنسية المملكة المتحدة لبريطانيا العظمى وأيرلندا) في مركز الهجوم. لعب مع نادي برينتفورد ونادي ليتون أورينت ومنتخب إنجلترا الوطني لكرة القدم للهواة ‏ ونادي ساوثال.